# 腸道寄生蟲
腸道寄生蟲（英語：Intestinal parasite）是指主要寄生在人類或其他動物之腸道的寄生蟲，主要透過受污染的食物或食水而感染。腸道寄生蟲的類型包括蛔蟲、蟯蟲（線蟲）、鈎蟲、絛蟲及肝吸蟲等。

## 症狀
腸道寄生蟲病的常見症狀包括：
- 腹部不適
- 嘔吐
- 腹瀉
- 體重減輕
- 肛門痕癢
- 皮膚敏感
- 腸道阻塞
- 膽管阻塞
- 貧血